# Viking Fotballklubb 2003
Questa voce raccoglie le informazioni riguardanti il Viking Fotballklubb nelle competizioni ufficiali della stagione 2003.

## Rosa
| N. |                      | Ruolo | Calciatore            |
| -- | -------------------- | ----- | --------------------- |
| 1  | Norvegia (bandiera)  | P     | Frode Olsen           |
| 2  | Norvegia (bandiera)  | D     | Odd Arne Espevoll     |
| 3  | Norvegia (bandiera)  | D     | Bjørn Dahl            |
| 4  | Norvegia (bandiera)  | D     | Johan Lædre Bjørdal   |
| 5  | Norvegia (bandiera)  | D     | Thomas Pereira        |
| 6  | Norvegia (bandiera)  | C     | Bjarte Lunde Aarsheim |
| 7  | Norvegia (bandiera)  | C     | Erik Fuglestad        |
| 8  | Norvegia (bandiera)  | A     | Bjørn Berland         |
| 9  | Norvegia (bandiera)  | A     | André Schei Lindbæk   |
| 10 | Norvegia (bandiera)  | A     | Erik Nevland          |
| 11 | Finlandia (bandiera) | A     | Peter Kopteff         |
| 12 | Norvegia (bandiera)  | P     | Tore Snørteland       |
| 13 | Norvegia (bandiera)  | C     | Tor Stian Kjøllesdal  |
| 14 | Norvegia (bandiera)  | C     | Kenneth Torstveit     |

| N. |                      | Ruolo | Calciatore           |
| -- | -------------------- | ----- | -------------------- |
| 15 | Norvegia (bandiera)  | D     | Brede Hangeland      |
| 16 | Norvegia (bandiera)  | D     | Jørgen Tengesdal     |
| 17 | Norvegia (bandiera)  | D     | Kristian Sørli       |
| 18 | Norvegia (bandiera)  | C     | Tom Sanne            |
| 19 | Norvegia (bandiera)  | C     | Trygve Nygaard       |
| 20 | Norvegia (bandiera)  | D     | Frode Hansen         |
| 20 | Finlandia (bandiera) | D     | Toni Kuivasto        |
| 21 | Islanda (bandiera)   | D     | Hannes Sigurðsson    |
| 22 | Norvegia (bandiera)  | P     | Iven Austbø          |
| 23 | Norvegia (bandiera)  | D     | Alexander Gabrielsen |
| 24 | Norvegia (bandiera)  | D     | André Danielsen      |
| 25 | Norvegia (bandiera)  | C     | Kjetil Thulin        |
| 26 | Norvegia (bandiera)  | C     | Jone Samuelsen       |

## Risultati

### Campionato

#### Girone di andata
| Arbitro: | Berntsen (Vang) |

|                                       |           |  |
| Kuivasto 64’ Nevland 70’ Aarsheim 85’ | Marcatori |  |

| Arbitro: | Krokdal |

|                        |           |                  |
| Hafstad 45’ Kovács 50’ | Marcatori | 25’, 31’ Nevland |

| Arbitro: | Skjervold |

|                      |           |  |
| Sanne 8’ Nevland 23’ | Marcatori |  |

| Arbitro: | Krokdal |

|  |           |                                   |
|  | Marcatori | 25’ Nevland 45’ Berland 69’ Sørli |

| Arbitro: | Øvrebø (Oslo) |

|  |           |                          |
|  | Marcatori | 20’ George 24’ Brattbakk |

| Arbitro: | Alseth (Stjørdal) |

|           |           |           |
| Sandø 30’ | Marcatori | 47’ Sanne |

| Arbitro: | Alapnes |

|                                   |           |                                                  |
| Berntsen 9’ Swift 16’ Sundgot 90’ | Marcatori | 17’ (aut.) Ødegaard 33’ Sørli 75’ (rig.) Berland |

| Arbitro: | Berntsen (Vang) |

|                         |           |              |
| Nygaard 71’ Nevland 73’ | Marcatori | 49’ Ødegaard |

| Arbitro: | Sandmoen |

|             |           |              |
| Johnsen 45’ | Marcatori | 90’ Kuivasto |

| Arbitro: | Hauge (Bergen) |

|              |           |            |
| Kuivasto 90’ | Marcatori | 26’ Powell |

| Arbitro: | Sandmoen |

|              |           |           |
| Johansen 11’ | Marcatori | 27’ Sørli |

| Arbitro: | Berntsen (Vang) |

|              |           |                          |
| Hangeland 2’ | Marcatori | 20’ Kihlberg 38’ Hulsker |

| Arbitro: | Skjerven (Kaupanger) |

|  |           |                           |
|  | Marcatori | 20’ Pereira 88’ Tengesdal |

#### Girone di ritorno
| Arbitro: | Alseth |

|                |           |  |
| Stokkeland 18’ | Marcatori |  |

| Arbitro: | Staberg |

|                                                 |           |  |
| Nevland 24’ Lindbæk 38’ Kopteff 78’ Berland 90’ | Marcatori |  |

| Arbitro: | Skjerven (Kaupanger) |

|                         |           |                                |
| Grahn 5’ dos Santos 32’ | Marcatori | 16’ Nygaard 27’ (rig.) Lindbæk |

| Arbitro: | Olsen (Kristiansand) |

|                              |           |                                     |
| Nevland 51’, 73’ Pereira 67’ | Marcatori | 21’, 61’ Knudsen 28’ Furuseth Olsen |

| Arbitro: | Sandmoen |

|                                                 |           |             |
| Brattbakk 14’ Storflor 18’ Solli 47’ Riseth 87’ | Marcatori | 56’ Kopteff |

| Arbitro: | Olsen (Kristiansand) |

|                                                    |           |  |
| Lindbæk 37’ (rig.) Sanne 42’ Nevland 77’ Sørli 90’ | Marcatori |  |

| Arbitro: | Sælen (Bergen) |

|                            |           |                          |
| Sigurðsson 61’ Nevland 90’ | Marcatori | 44’ Håkonsen 54’ Sundgot |

| Arbitro: | Sandmoen |

|                              |           |                         |
| Samuelsen 17’ (aut.) Flo 53’ | Marcatori | 68’ Dahl 90’ Sigurðsson |

| Arbitro: | Hauge (Bergen) |

|  |           |          |
|  | Marcatori | 90’ Hoff |

| Arbitro: | Staberg |

|            |           |  |
| Sundgot 3’ | Marcatori |  |

| Arbitro: | Krokdal (Bergen) |

|                |           |                             |
| Sigurðsson 87’ | Marcatori | 28’ Råstad 82’ (aut.) Olsen |

| Arbitro: | Skjerven |

|            |           |                       |
| Hoseth 54’ | Marcatori | 50’ (rig.), 67’ Sanne |

| Arbitro: | Krokdal (Bergen) |

|                               |           |         |
| Sigurðsson 18’, 27’ Sørli 45’ | Marcatori | 35’ Ohr |

### Coppa di Norvegia
| Arbitro: | Moen (Haugesund) |

|                 |           |                                                             |
| Kristiansen 90’ | Marcatori | 10’, 12’ Sigurðsson 31’ Pereira 44’ Kuivasto 67’ Gabrielsen |

| Arbitro: | Torland |

|  |           |             |
|  | Marcatori | 87’ Nevland |

| Arbitro: | Moen (Haugesund) |

|                                          |           |  |
| Sanne 25’ Pereira 65’ (rig.) Nygaard 75’ | Marcatori |  |

| Arbitro: | Øvrebø (Oslo) |

|           |           |                         |
| Sanne 14’ | Marcatori | 27’ Wiken 75’ Grindheim |